# 1941–1942-es magyar női kosárlabda-bajnokság
Az 1941–1942-es magyar női kosárlabda-bajnokság az ötödik magyar női kosárlabda-bajnokság volt. Hat csapat indult el, a csapatok két kört játszottak. Azonos pontszám esetén helyosztó meccset játszottak. Ez volt az utolsó bajnokság, amelyet a Magyar Atlétikai Szövetség írt ki. A Magyar Kosárlabdázók Országos Szövetsége 1942. november 15-én alakult meg, ezután ők írták ki a bajnokságokat.
A Testnevelési Főiskola SC új neve Testnevelési Főiskola SE lett.

## Tabella
| #  | Csapat                   | M  | Gy | V  | K+ | K- | P  |
| -- | ------------------------ | -- | -- | -- | -- | -- | -- |
| 1. | Testnevelési Főiskola SE | 10 | 9  | 1  |    |    | 18 |
| 2. | Csokor NAMI SE           | 10 | 6  | 4  |    |    | 12 |
| 3. | BBTE                     | 10 | 6  | 4  |    |    | 12 |
| 4. | Gamma SE                 | 10 | 6  | 4  |    |    | 12 |
| 5. | BEAC                     | 10 | 3  | 7  |    |    | 6  |
| 6. | MAFC                     | 10 | 0  | 10 |    |    | 0  |

* M: Mérkőzés Gy: Győzelem V: Vereség K+: Dobott kosár K-: Kapott kosár P: Pont
Megjegyzés: Az újság a dobott és kapott kosarakat nem közölte.

## Helyosztó mérkőzés
2. helyért: Csokor NAMI-BBTE 30:20, Csokor NAMI-Gamma SE 44:18, BBTE-Gamma SE 26:23

## II. osztály
1. TFSE 16, 2. MAFC 14, 3. Csokor GFB 14, 4. Gamma SE 12, 5. BBTE 2, 6. BEAC 0 pont.